# Giải BFCA cho phim ngoại ngữ hay nhất
Giải BFCA cho phim ngoại ngữ hay nhất là một trong các giải của BFCA dành cho phim không nói tiếng Anh được bầu chọn là hay nhất. Giải này được lập từ năm 1995.

## Các phim đoạt giải và được đề cử

### Thập niên 1900
- 1995: The Postman (Il postino)  • Ý
- 1996: Ridicule  • Pháp
- 1997: Shall We Dansu?  • Nhật Bản
- 1998: Life is Beautiful (La vita è bella)  của Roberto Benigni • Ý
- 1999: All About My Mother (Todo sobre mi madre)  của Pedro Almodóvar • Tây Ban Nha

### Thập niên 2000
- 2000: Crouching Tiger, Hidden Dragon (Wo hu cang long)  của Ang Lee • Đài Loan
- 2001: Amélie (Le fabuleux destin d'Amélie Poulain)  của Jean-Pierre Jeunet • Pháp
  - In the Mood for Love (Fa yeung nin wa) của Wong Kar-wai • Hồng Kông
  - No Man's Land (phim 2001) của Danis Tanovic • Bosna và Hercegovina
- 2002: And Your Mother Too (Y tu mamá también)  của Alfonso Cuarón • México
  - Monsoon Wedding của Mira Nair • Ấn Độ
  - Talk to Her (Hable con ella) của Pedro Almodóvar • Tây Ban Nha
- 2003: The Barbarian Invasions (Les invasions barbares)  của Denys Arcand • Canada
  - City of God (Cidade de Deus) của Fernando Meirelles • Brasil
  - Swimming Pool của François Ozon • Pháp
- 2004: The Sea Inside (Mar adentro)  của Alejandro Amenábar • Tây Ban Nha
  - House of Flying Daggers (Shi mian mai fu) của Trương nghệ Mưu • Trung quốc
  - Maria Full of Grace (Maria, llena eres de gracia) của Joshua Marston • Colombia
  - The Motorcycle Diaries (Diarios de motocicleta) của Walter Salles • Argentina
  - A Very Long Engagement (Un long dimanche de fiançailles) của Jean-Pierre Jeunet • Pháp
- 2005: Kung Fu Hustle (Kung fu)  của Stephen Chow • Hồng Kông
  - 2046 của Wong Kar-wai • Hồng Kông
  - Hidden (Caché) của Michael Haneke • Pháp
  - Oldboy của Park Chan-wook • Hàn Quốc
  - Paradise Now của Hany Abu-Assad • Palestine
- 2006: Letters from Iwo Jima (Iwo Jima kara no tegami)  của Clint Eastwood • Hoa Kỳ
  - Apocalypto của Mel Gibson • Hoa Kỳ
  - Days of Glory (Indigènes) của Rachid Bouchareb • Pháp
  - Pan's Labyrinth (El laberinto del fauno) của Guillermo del Toro • Tây Ban Nha
  - To Return (Volver) của Pedro Almodóvar • Tây Ban Nha
  - Water của Deepa Mehta • Canada
- 2007: The Diving Bell and the Butterfly (Le scaphandre et le papillon)  của Julian Schnabel • Pháp
  - 4 Months, 3 Weeks and 2 Days (4 luni, 3 saptamani si 2 zile) của Cristian Mungiu • România
  - La Vie en Rose của Olivier Dahan • Pháp
  - The Orphanage (El orfanato) của Juan Antonio Bayona • Tây Ban Nha
  - Lust, Caution (Se, jie) của Ang Lee • Hồng Kông
- 2008: Waltz with Bashir (Vals im Bashir)  của Ari Folman • Israel
  - A Christmas Tale (Un conte de Noël) của Arnaud Desplechin • Pháp
  - Gomorrah của Matteo Garrone • Ý
  - I've Loved You So Long (Il y a longtemps que je t'aime) của Philippe Claudel • Pháp
  - Let the Right One In (Låt den rätte komma in) của Tomas Alfredson • Thụy Điển
  - Mongol của Sergei Bodrov • Kazakhstan